# 551 Dywizja Grenadierów (III Rzesza)
551 Dywizja Grenadierów (niem. 551. Grenadierdivision) – jedna z niemieckich dywizji grenadierów z okresu II wojny światowej.

## Skład
- 1113, 1114, 1115 pułki grenadierów
- 1551 pułk artylerii
- 551 kompania fizylierów
- 1551 batalion niszczycieli czołgów
- 1551 batalion inżynieryjny
- 1551 batalion łączności
- 1551 dywizyjne oddziały zaopatrzeniowe

## Historia
551 Dywizja została zorganizowana 11 lipca 1944 na poligonie w Toruniu w XX Okręgu Wojskowym w ramach 29 fali jako dywizja zaporowa. 9 października została przemianowana na 551 Dywizję Grenadierów Ludowych. 

## Dowódca dywizji
Jedynym dowódcą jednostki był generał major Siegfried Verhein. 